# Ostřice nízká
Ostřice nízká (Carex humilis) je druh jednoděložné rostliny z čeledi šáchorovité (Cyperaceae).

## Popis
Jedná se o rostlinu dosahující výšky nejčastěji 5–20 cm. Je vytrvalá, tvoří výrazné trsy, často nápadně podkovovitého až kruhovitého tvaru. Listy jsou střídavé, přisedlé, s listovými pochvami. Lodyha je tupě trojhranná, nápadně kratší než listy. Čepele jsou asi 1–2 mm široké, žlábkovité, sivozelené. Bazální pochvy jsou nejčastěji nachově hnědé, vláknitě rozpadavé. Ostřice nízká patří mezi různoklasé ostřice, nahoře jsou klásky čistě samčí, dole čistě samičí. Samčí klásek bývá pouze 1, samičích bývá 2–4, jsou dosti chudokvěté, obsahují nejčastěji pouhých 2–4 květy. Listeny jsou bezčepelné, pochvaté Okvětí chybí. V samčích květech jsou zpravidla 3 tyčinky. Čnělky jsou většinou 3. Plodem je mošnička, která je asi 2,5–3 mm dlouhá, žlutozelená a pýřitá, nezřetelně žilnatá na vrcholu zúžená do krátkého nevykrojeného zobánku. Každá mošnička je podepřená plevou, která je rezatá s bělavým lemem, na vrcholu s hrotem či osinkou. Kvete nejčastěji v březnu až v dubnu. Počet chromozómů: 2n=36.

## Rozšíření
Ostřice nízká roste v teplejších částech Evropy, na východ zasahuje až do Asie.

## Rozšíření v Česku
V ČR roste roztroušeně v teplých a suchých oblastech Čech i Moravy od nížin po pahorkatiny. Vyskytuje se hlavně v suchých trávnících sv. Festucion valesiacae, v rozvolněných teplomilných doubravách a na písčinách.